# 庆阳站
庆阳站是银西客运专线上的铁路旅客车站，位于甘肃省庆阳市西峰区，站房面积14996平方米，站场规模为3台7线。該站站房於2019年6月开工建设，2020年12月26日开通运营。

## 公共交通
可乘坐4路、7路、11路公交车